# 《华尔街之狼》获奖名单
《华尔街之狼》是马丁·斯科塞斯执导的2013年美国传记黑色喜剧片，剧本由泰倫斯·溫特根据乔丹·贝尔福特同名回忆录改编。莱昂纳多·迪卡普里奥领衔饰演20世纪90年代在华尔街大肆参与证券欺诈和洗錢的纽约股票经纪人贝尔福特，其他主要演员包括喬納·希爾、瑪歌·羅比、凱爾·錢德勒。
影片2013年12月17日在纽约首映，再经派拉蒙影業策划圣诞节当天在北美洲和法国全面上映，最终以一亿美元预算取得超3.92亿美元全球票房，创下斯科塞斯导演作品新纪录。评论汇总网站爛番茄共收集本片286篇评论，认可度接近八成。
《华尔街之狼》获众多荣誉肯定，导演、剧本、迪卡普里奥的演出尤得赞誉。电影入围第86届奥斯卡最佳影片、导演、原著改编、男主角、男配角等五个项目，但最后全部落空。影片获第67届英国电影学院奖最佳导演、男主角、改编剧本等四项提名，但同样未能胜出。迪卡普里奥获第71屆金球獎最佳电影男主角（音乐剧/喜剧类），电影入围最佳影片（音乐剧/喜剧类）。除美国导演工会奖、美国编剧工会奖、美國製片人協會的提名外，國家評論協會与美国电影学会均把本片选入2013年十大佳片

## 荣誉
| 机构                    | 颁奖日期       | 奖项                            | 提名人                                                                               | 结果 | 参考          |
| ----------------------- | -------------- | ------------------------------- | ------------------------------------------------------------------------------------ | ---- | ------------- |
| 澳大利亞影視藝術學院獎  | 2014年1月10日  | 最佳国际男主角                  | 莱昂纳多·迪卡普里奥                                                                  | 提名 | [ 17 ]        |
| 奥斯卡金像奖            | 2014年3月2日   | 最佳影片                        | 马丁·斯科塞斯、莱昂纳多·迪卡普里奥、乔伊·麦克法兰、艾玛·特林格·科斯考夫              | 提名 | [ 8 ]         |
| 奥斯卡金像奖            | 2014年3月2日   | 最佳导演                        | 马丁·斯科塞斯                                                                        | 提名 | [ 8 ]         |
| 奥斯卡金像奖            | 2014年3月2日   | 最佳男主角                      | 莱昂纳多·迪卡普里奥                                                                  | 提名 | [ 8 ]         |
| 奥斯卡金像奖            | 2014年3月2日   | 最佳男配角                      | 喬納·希爾                                                                            | 提名 | [ 8 ]         |
| 奥斯卡金像奖            | 2014年3月2日   | 最佳原著改编                    | 泰倫斯·溫特                                                                          | 提名 | [ 8 ]         |
| 美国电影剪辑工会        | 2014年2月7日   | 最佳喜剧片或歌舞片剪辑          | 塞尔玛·斯昆梅克                                                                      | 獲獎 | [ 18 ]        |
| 美国电影学会            | 2014年1月10日  | 年度十大佳片                    | 马丁·斯科塞斯、莱昂纳多·迪卡普里奥、里扎·阿齐兹、乔伊·麦克法兰、艾玛·特林格·科斯考夫 | 獲獎 | [ 16 ]        |
| 藝術指導工會            | 2014年2月8日   | 最佳当代片艺术指导              | 鲍勃·肖                                                                              | 提名 | [ 19 ]        |
| 波士頓影評人協會        | 2013年12月8日  | 最佳影片                        | 《华尔街之狼》                                                                       | 亚军 | [ 20 ]        |
| 波士頓影評人協會        | 2013年12月8日  | 最佳导演                        | 马丁·斯科塞斯                                                                        | 亚军 | [ 20 ]        |
| 波士頓影評人協會        | 2013年12月8日  | 最佳男主角                      | 莱昂纳多·迪卡普里奥                                                                  | 亚军 | [ 20 ]        |
| 波士頓影評人協會        | 2013年12月8日  | 最佳编剧                        | 特伦斯·温特                                                                          | 亚军 | [ 20 ]        |
| 波士頓影評人協會        | 2013年12月8日  | 最佳剪辑                        | 塞尔玛·斯昆梅克                                                                      | 亚军 | [ 20 ]        |
| 波士頓影評人協會        | 2013年12月8日  | 最佳群体演出                    | 《华尔街之狼》                                                                       | 提名 | [ 20 ]        |
| 英国电影学院奖          | 2014年2月16日  | 最佳导演                        | 马丁·斯科塞斯                                                                        | 提名 | [ 9 ]         |
| 英国电影学院奖          | 2014年2月16日  | 最佳男主角                      | 莱昂纳多·迪卡普里奥                                                                  | 提名 | [ 9 ]         |
| 英国电影学院奖          | 2014年2月16日  | 最佳改编剧本                    | 特伦斯·温特                                                                          | 提名 | [ 9 ]         |
| 英国电影学院奖          | 2014年2月16日  | 最佳剪辑                        | 塞尔玛·斯昆梅克                                                                      | 提名 | [ 9 ]         |
| 評論家選擇協會          | 2014年1月16日  | 最佳影片                        | 《华尔街之狼》                                                                       | 提名 | [ 21 ] [ 22 ] |
| 評論家選擇協會          | 2014年1月16日  | 最佳群体演出                    | 《华尔街之狼》                                                                       | 提名 | [ 21 ] [ 22 ] |
| 評論家選擇協會          | 2014年1月16日  | 最佳导演                        | 马丁·斯科塞斯                                                                        | 提名 | [ 21 ] [ 22 ] |
| 評論家選擇協會          | 2014年1月16日  | 最佳改编剧本                    | 特伦斯·温特                                                                          | 提名 | [ 21 ] [ 22 ] |
| 評論家選擇協會          | 2014年1月16日  | 最佳剪辑                        | 塞尔玛·斯昆梅克                                                                      | 提名 | [ 21 ] [ 22 ] |
| 評論家選擇協會          | 2014年1月16日  | 最佳喜剧男主角                  | 莱昂纳多·迪卡普里奥                                                                  | 獲獎 | [ 21 ] [ 22 ] |
| 美国选角工会            | 2015年1月22日  | 大成本喜剧片选角                | 埃伦·路易斯                                                                          | 獲獎 | [ 23 ] [ 24 ] |
| 芝加哥影评人协会        | 2013年12月16日 | 最佳改编剧本                    | 特伦斯·温特                                                                          | 提名 | [ 25 ]        |
| 芝加哥影评人协会        | 2013年12月16日 | 最佳剪辑                        | 塞尔玛·斯昆梅克                                                                      | 提名 | [ 25 ]        |
| 达拉斯—沃斯堡影评人协会 | 2013年12月16日 | 最佳影片                        | 《华尔街之狼》                                                                       | 第七 | [ 26 ]        |
| 达拉斯—沃斯堡影评人协会 | 2013年12月16日 | 最佳导演                        | 马丁·斯科塞斯                                                                        | 第五 | [ 26 ]        |
| 达拉斯—沃斯堡影评人协会 | 2013年12月16日 | 最佳男主角                      | 莱昂纳多·迪卡普里奥                                                                  | 第五 | [ 26 ]        |
| 达拉斯—沃斯堡影评人协会 | 2013年12月16日 | 最佳男配角                      | 乔纳·希尔                                                                            | 第五 | [ 26 ]        |
| 底特律影评人协会        | 2013年12月13日 | 最佳导演                        | 马丁·斯科塞斯                                                                        | 提名 | [ 27 ]        |
| 底特律影评人协会        | 2013年12月13日 | 最佳男主角                      | 莱昂纳多·迪卡普里奥                                                                  | 提名 | [ 27 ]        |
| 底特律影评人协会        | 2013年12月13日 | 最佳群体演出                    | 《华尔街之狼》                                                                       | 提名 | [ 27 ]        |
| 底特律影评人协会        | 2013年12月13日 | 最佳编剧                        | 特伦斯·温特                                                                          | 提名 | [ 27 ]        |
| 美国导演工会奖          | 2014年1月25日  | 最佳导演                        | 马丁·斯科塞斯                                                                        | 提名 | [ 12 ]        |
| 道林奖                  | 2014年1月21日  | 年度电影                        | 《华尔街之狼》                                                                       | 提名 | [ 28 ]        |
| 帝國獎                  | 2014年3月30日  | 最佳男主角                      | 莱昂纳多·迪卡普里奥                                                                  | 提名 | [ 29 ] [ 30 ] |
| 帝國獎                  | 2014年3月30日  | 最佳女新人                      | 瑪歌·羅比                                                                            | 獲獎 | [ 29 ] [ 30 ] |
| 佛罗里达影评人协会      | 2013年12月18日 | 最佳编剧                        | 特伦斯·温特                                                                          | 亚军 | [ 31 ]        |
| 俄罗斯金鹰奖            | 2015年1月23日  | 最佳外语片                      | 《华尔街之狼》                                                                       | 提名 | [ 32 ]        |
| 金球獎                  | 2014年1月12日  | 最佳影片（音乐剧/喜剧类）       | 《华尔街之狼》                                                                       | 提名 | [ 11 ] [ 10 ] |
| 金球獎                  | 2014年1月12日  | 最佳电影男主角（音乐剧/喜剧类） | 莱昂纳多·迪卡普里奥                                                                  | 獲獎 | [ 11 ] [ 10 ] |
| 葛萊美獎                | 2015年2月8日   | 最佳视觉传媒原声合辑            | 《华尔街之狼》                                                                       | 提名 | [ 33 ]        |
| 国际在线影评人调查      | 2015年1月25日  | 最佳影片                        | 《华尔街之狼》                                                                       | 提名 | [ 34 ]        |
| 国际在线影评人调查      | 2015年1月25日  | 最佳男主角                      | 莱昂纳多·迪卡普里奥                                                                  | 提名 | [ 34 ]        |
| 国际在线影评人调查      | 2015年1月25日  | 最佳改编剧本                    | 特伦斯·温特                                                                          | 提名 | [ 34 ]        |
| 国际在线影评人调查      | 2015年1月25日  | 最佳剪辑                        | 塞尔玛·斯昆梅克                                                                      | 提名 | [ 34 ]        |
| 爱尔兰影视学院          | 2014年4月5日   | 国际片                          | 《华尔街之狼》                                                                       | 提名 | [ 35 ] [ 36 ] |
| 爱尔兰影视学院          | 2014年4月5日   | 国际男演员                      | 莱昂纳多·迪卡普里奥                                                                  | 提名 | [ 35 ] [ 36 ] |
| 伦敦影评人协会          | 2014年2月2日   | 年度电影                        | 《华尔街之狼》                                                                       | 提名 | [ 37 ]        |
| 伦敦影评人协会          | 2014年2月2日   | 年度男演员                      | 莱昂纳多·迪卡普里奥                                                                  | 提名 | [ 37 ]        |
| 伦敦影评人协会          | 2014年2月2日   | 年度导演                        | 马丁·斯科塞斯                                                                        | 提名 | [ 37 ]        |
| 伦敦影评人协会          | 2014年2月2日   | 年度编剧                        | 特伦斯·温特                                                                          | 提名 | [ 37 ]        |
| MTV影視大獎             | 2014年4月13日  | 年度电影                        | 《华尔街之狼》                                                                       | 提名 | [ 38 ] [ 39 ] |
| MTV影視大獎             | 2014年4月13日  | 最佳男演员                      | 莱昂纳多·迪卡普里奥                                                                  | 提名 | [ 38 ] [ 39 ] |
| MTV影視大獎             | 2014年4月13日  | 最佳突破演出                    | 玛格特·罗比                                                                          | 提名 | [ 38 ] [ 39 ] |
| MTV影視大獎             | 2014年4月13日  | 最佳银幕搭档                    | 乔纳·希尔与莱昂纳多·迪卡普里奥                                                       | 提名 | [ 38 ] [ 39 ] |
| MTV影視大獎             | 2014年4月13日  | 最佳赤膊上阵                    | 莱昂纳多·迪卡普里奥                                                                  | 提名 | [ 38 ] [ 39 ] |
| MTV影視大獎             | 2014年4月13日  | 最目瞪口呆情节                  | 莱昂纳多·迪卡普里奥                                                                  | 獲獎 | [ 38 ] [ 39 ] |
| MTV影視大獎             | 2014年4月13日  | 最佳音乐桥段                    | 莱昂纳多·迪卡普里奥                                                                  | 提名 | [ 38 ] [ 39 ] |
| MTV影視大獎             | 2014年4月13日  | 最佳喜剧演出                    | 乔纳·希尔                                                                            | 獲獎 | [ 38 ] [ 39 ] |
| 國家評論協會            | 2013年12月4日  | 最佳改编剧本                    | 特伦斯·温特                                                                          | 獲獎 | [ 15 ]        |
| 國家評論協會            | 2013年12月4日  | 年度十大佳片                    | 《华尔街之狼》                                                                       | 獲獎 | [ 15 ]        |
| 棕榈泉国际电影节        | 2014年1月5日   | 创意影响表演奖                  | 乔纳·希尔（因本片和《点球成金》共同获奖）                                            | 獲獎 | [ 40 ]        |
| 美國製片人協會          | 2014年1月19日  | 最佳院线电影                    | 里扎·阿齐兹、艾玛·特林格·科斯考夫、乔伊·麦克法兰                                     | 提名 | [ 14 ]        |
| 旧金山影评人协会        | 2013年12月15日 | 最佳影片                        | 《华尔街之狼》                                                                       | 提名 | [ 41 ]        |
| 旧金山影评人协会        | 2013年12月15日 | 最佳导演                        | 马丁·斯科塞斯                                                                        | 提名 | [ 41 ]        |
| 旧金山影评人协会        | 2013年12月15日 | 最佳男主角                      | 莱昂纳多·迪卡普里奥                                                                  | 提名 | [ 41 ]        |
| 旧金山影评人协会        | 2013年12月15日 | 最佳改编剧本                    | 特伦斯·温特                                                                          | 提名 | [ 41 ]        |
| 旧金山影评人协会        | 2013年12月15日 | 最佳剪辑                        | 塞尔玛·斯昆梅克                                                                      | 提名 | [ 41 ]        |
| 卫星奖                  | 2014年2月23日  | 最佳影片                        | 《华尔街之狼》                                                                       | 提名 | [ 42 ]        |
| 卫星奖                  | 2014年2月23日  | 最佳导演                        | 马丁·斯科塞斯                                                                        | 提名 | [ 42 ]        |
| 卫星奖                  | 2014年2月23日  | 最佳男主角                      | 莱昂纳多·迪卡普里奥                                                                  | 提名 | [ 42 ]        |
| 卫星奖                  | 2014年2月23日  | 最佳改编剧本                    | 特伦斯·温特                                                                          | 提名 | [ 42 ]        |
| 卫星奖                  | 2014年2月23日  | 最佳剪辑                        | 塞尔玛·斯昆梅克                                                                      | 提名 | [ 42 ]        |
| 视觉效果工会            | 2014年2月12日  | 最佳长片电影视觉效果支持        | 罗伯特·莱加托、马克·拉塞尔、约瑟夫·法瑞尔、丽莎·斯宾塞                               | 提名 | [ 43 ]        |
| 华盛顿特区影评人协会    | 2013年12月9日  | 最佳导演                        | 马丁·斯科塞斯                                                                        | 提名 | [ 44 ]        |
| 华盛顿特区影评人协会    | 2013年12月9日  | 最佳男主角                      | 莱昂纳多·迪卡普里奥                                                                  | 提名 | [ 44 ]        |
| 华盛顿特区影评人协会    | 2013年12月9日  | 最佳改编剧本                    | 特伦斯·温特                                                                          | 提名 | [ 44 ]        |
| 华盛顿特区影评人协会    | 2013年12月9日  | 最佳剪辑                        | 塞尔玛·斯昆梅克                                                                      | 提名 | [ 44 ]        |
| 美国编剧工会            | 2014年2月1日   | 最佳改编剧本                    | 特伦斯·温特                                                                          | 提名 | [ 13 ]        |
| 青年艺术家奖            | 2014年5月4日   | 最佳青年女配角                  | 吉塞尔·艾森伯格                                                                      | 提名 | [ 45 ]        |